# Lactarius atlanticus
Lactarius atlanticus är en svampart som beskrevs av Bon 1975. Lactarius atlanticus ingår i släktet riskor och familjen kremlor och riskor.   Inga underarter finns listade i Catalogue of Life.

## Källor

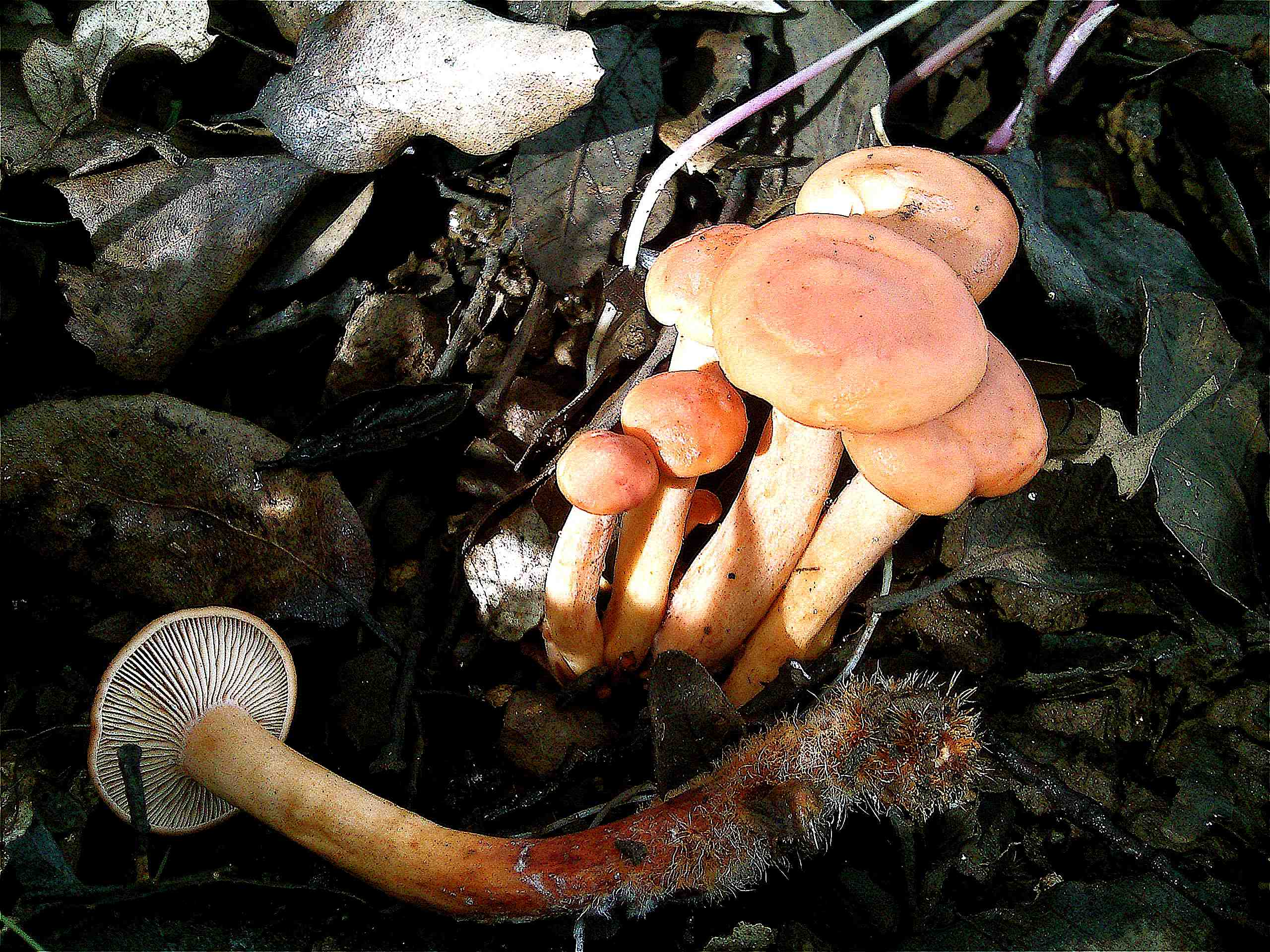
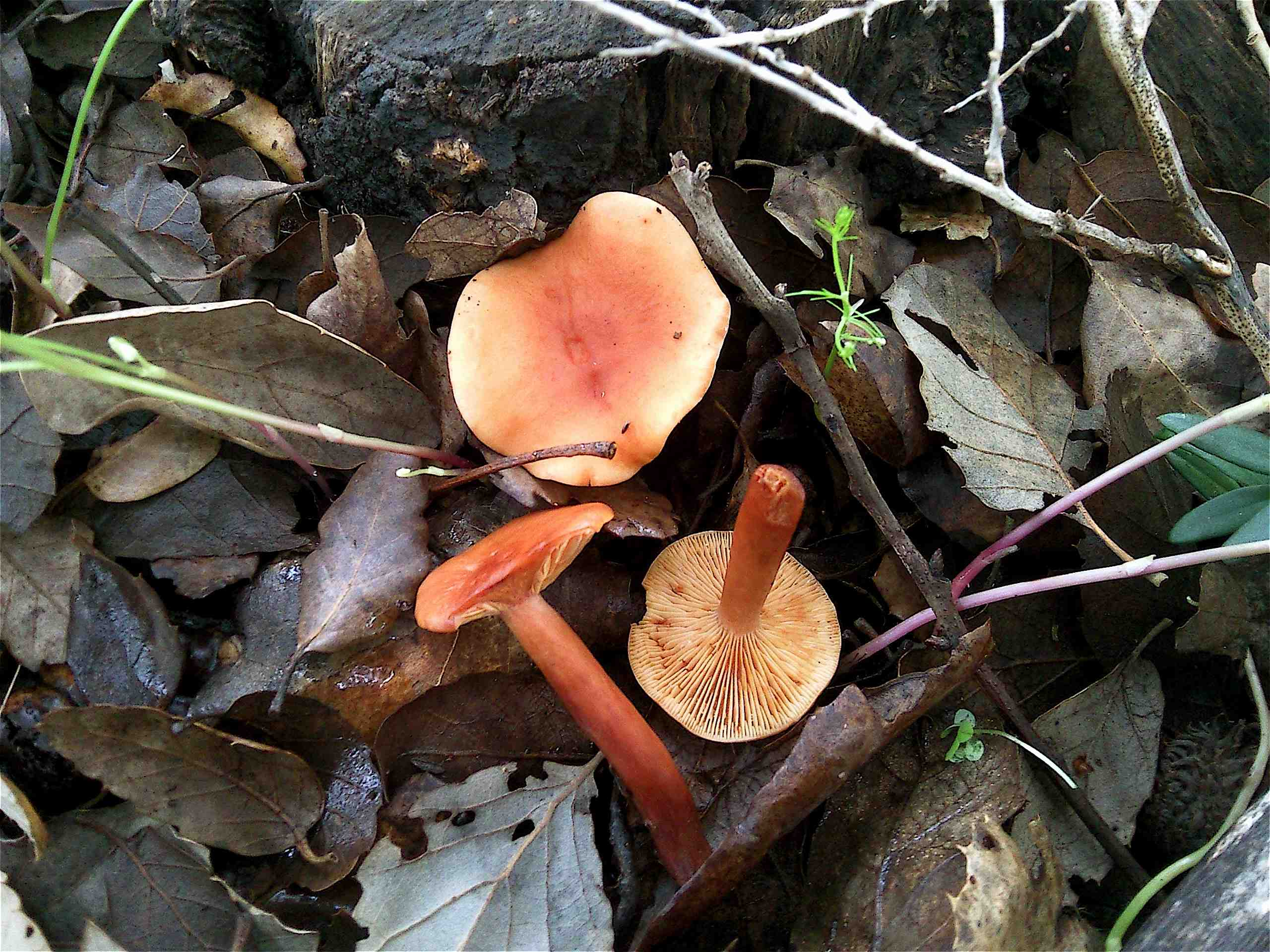
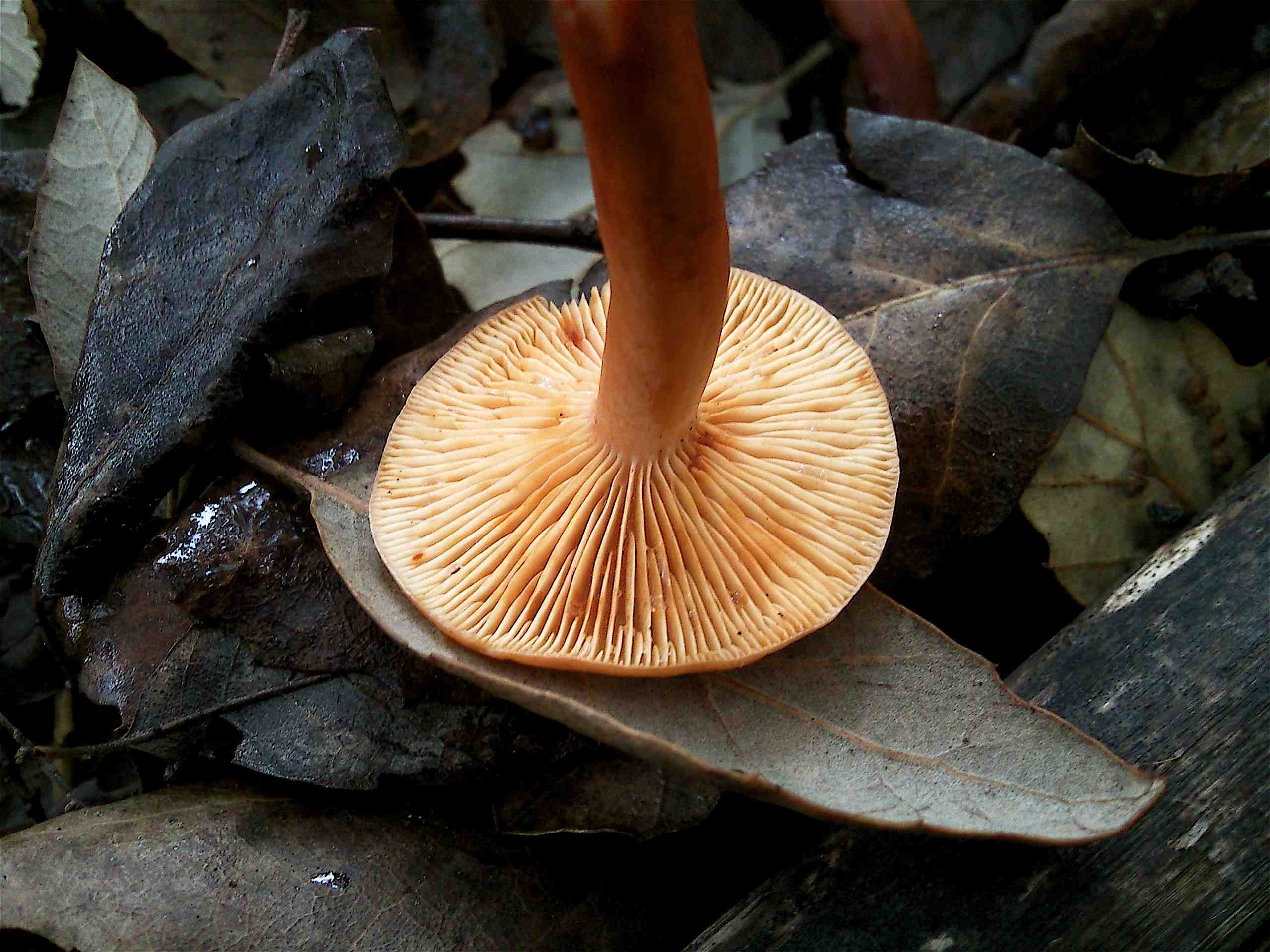